# جورج فوربس (سياسي)
جورج فوربس هو سياسي كندي، ولد في 25 نوفمبر 1840، وتوفي في 17 ديسمبر 1925.